# Silja Kanerva
Pour les articles homonymes, voir Kanerva.
Silja Kanerva née le 28 janvier 1985 à San Diego en Californie aux États-Unis, est une véliplanchiste finlandaise. Elle a remporté la médaille de bronze lors des Jeux olympiques d'été de 2012 à Londres dans l'épreuve du Elliott 6m femmes avec ses compatriotes: Silja Lehtinen et Mikaela Wulff.

## Palmarès

### Jeux olympiques
- Médaille de bronze en Elliott 6m en 2012 avec Silja Lehtinen et Mikaela Wulff[2].